# Astra A-60
La Astra A-60 es una pistola semiautomática de simple y doble acción fabricada por Astra, Unceta y Cia. Su diseño es similar a la Walther PP y dispone de una palanca de retenida de corredera.